# Перга

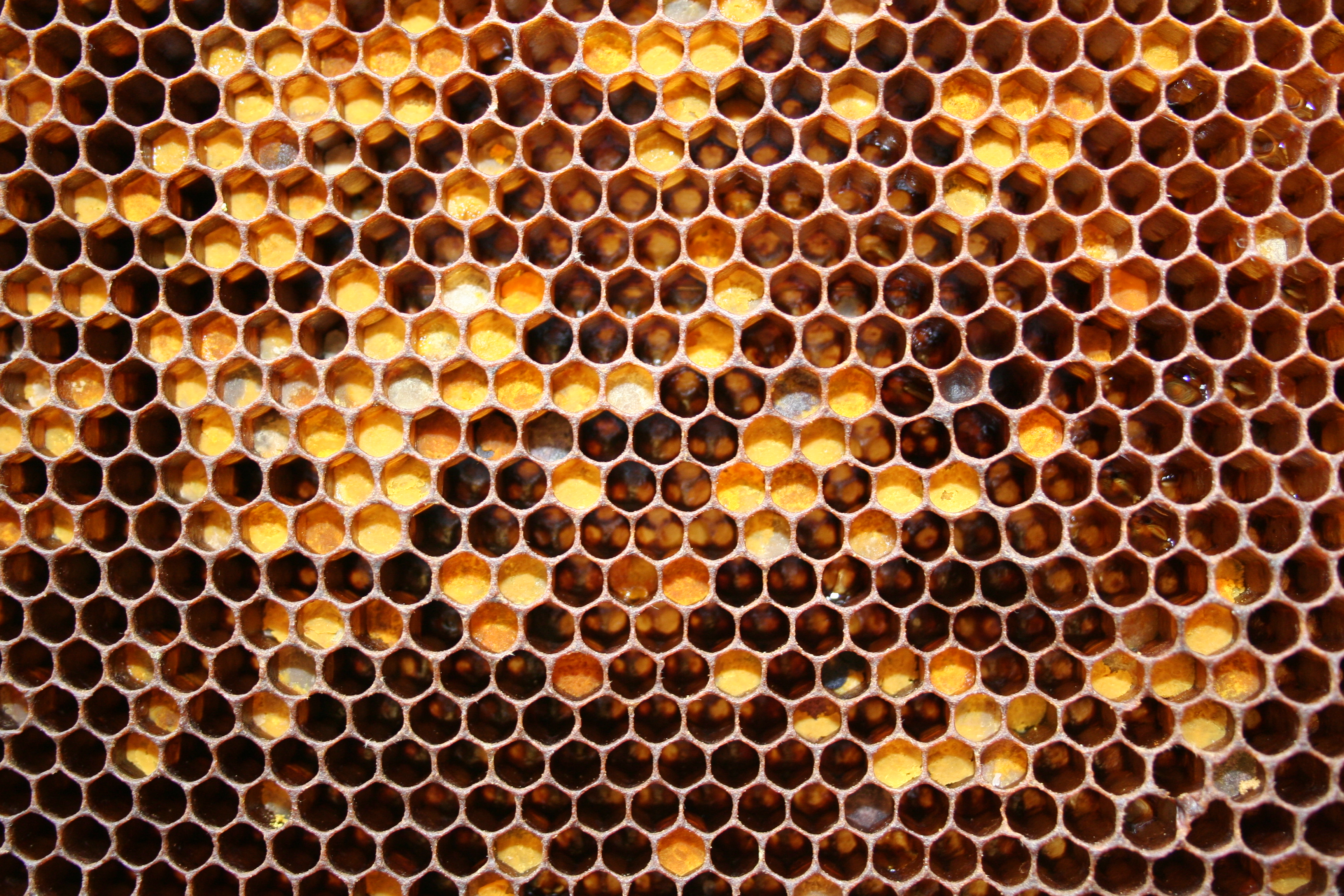
Жёлтые соты — с пергой

Перга́ (пчелиный хлеб) — пыльца-обножка, собранная пчёлами с цветков растений, сложенная и утрамбованная в соты, залитая сверху нектаром или мёдом и прошедшая процедуру ферментации в безвоздушной среде.

По Большому энциклопедическому словарю, 
Перга — пыльца растений, собранная медоносной пчелой, уложенная в ячейки сотов и залитая мёдом, и законсервированная образующейся молочной кислотой. Белково-углеводистый корм для пчёл.

## Состав перги
Перга содержит сахара, аминокислоты, жиры, витамины и ферменты, обладающие биологической ценностью для пчёл.

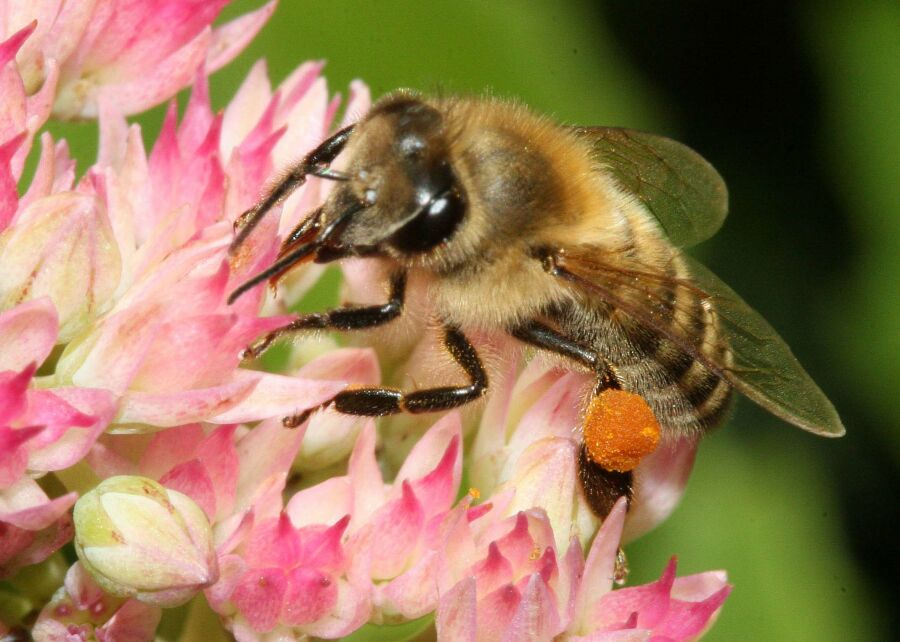
Пчела, собирающая пыльцу. На увеличенном изображении хорошо виден комок обножки на задней ноге пчелы

Ячейки, предназначенные для производства перги, пчёлы располагают вокруг засева матки (стадии развития расплода в виде яйца), преимущественно снизу сот. Как правило, пчёлы заполняют обножкой ячейки на 0,4—0,8 глубины. После этого пчёлы начинают консервировать обножку, закрывая ячейки нектаром или мёдом. В получившейся бескислородной среде начинается процесс ферментирования пыльцы. Часть сахаров или нектара или мёда без доступа воздуха превращается в молочную кислоту. В результате оболочка пыльцевых зерен растворяется, а её содержимое становится доступным для усвоения организмом пчелы. Получается конечный продукт этого процесса — перга.
В результате создаётся существенный резерв ценного белкового корма, крайне необходимого пчёлам в фазу развития пчелосемьи.
Перга, в отличие от пыльцы, стерильна, именно пергу пчелы используют в составе кормовой смеси для выращивания расплода. Её питательная ценность в 3 раза выше пыльцы и в 9 раз выше любого другого заменителя пыльцы. По своим антибиотическим свойствам перга в 3 раза превосходит пыльцу.
В перге значительно больше витаминов, чем в цветочной пыльце. Так, витамина С в «пчелином хлебе» 140—205 мг%, B1 — 0,4—1,5 мг%, B2 — 0,54—1,9 мг%, B6 — 0,5—0,9 мг%, P — 60 мг%, А — 50 мг%, Е — 170 мг%, Д — 0,2—0,6 мг%. Минеральные соли в перге составляют 4—7 мг%, органические кислоты — 1—5 мг%, ферменты и гормоны (в том числе эстрон и андрогены) определяются в очень малых количествах.
Но главное — перга содержит протеины (21,74 % — в том числе все 10 незаменимых аминокислот), сахара (34,8 %), липиды (1,58 %), минеральные вещества (2,43 %), молочную кислоту (3,06 %).
Вкус перги заметно отличается в зависимости от свежести и вида пыльцы, но часто напоминает поливитамины. В ячейках зачастую перга часто сложена слоями (разноцветными на вид), в зависимости от того, с каких растений в этот момент её собирали пчёлы.

## Значение перги
Перга — белковый корм пчёл. Основная масса перги потребляется пчёлами для выращивания расплода. Одна ячейка содержит 140—180 мг перги. Этого количества достаточно для выращивания одной (по другим данным — двух) личинок.

## Товарные виды перги
- В сотах. Самая естественная, без человеческой обработки. Но есть и недостатки: неважно хранится, при повышенной влажности плесневеет, в тепле может быть легко съедена личинками восковой моли. Пергой, как правило, забиваются старые чёрные расплодные соты, жевать которые не очень приятно, так как кроме воска присутствует мерва — рубашки расплодных коконов. Содержание перги по массе, в пересчёте на сухое вещество, в плотнозабитых сотах 50—60 %. Остальное — воск, мерва и влага.
- Молотая перга, или перговая паста. Производится уже человеком путём перемалывания на мясорубке сотовой перги и добавления мёда (около 30 %). Благодаря мёду хранится хорошо. Содержание перги в пересчёте на сухое вещество — до 30—40 %. Недостатки: неизвестна концентрация перги, неизвестен сам состав массы, нетоварный вид. Не всем подходит из-за присутствия мёда.
- Перга, извлечённая из сот. Имеет вид твёрдых шестигранных призмочек — гранул. Очищена от воска и мервы и высушена. Хранится хорошо. Содержание посторонних веществ (воска, мервы) при качественной переработке стремится к нулю. Участие человека — только в очистке перги; состав гранул не меняется. В технологии применяется заморозка перговых сот. Есть мнение, что это ухудшает качество перги, однако в ульях, дуплах, сотохранилищах перга зимой промерзает, а весной благополучно потребляется пчёлами.

Не менее важный вопрос при выборе перги — спектр растений-пыльценосов, из пыльцы которых пчёлами сделана перга. В данном случае пыльцу и пергу можно разделить на две группы:
- Монофлорная. Собирается с цветущих посевов, таких как подсолнух, гречка, рапс и т. д. Отличительная особенность такой пыльцы и перги — одинаковый цвет обножек и перговых ячеек. Вкус монофлорной перги, как правило, ярко выраженный в одну сторону — кислая или горькая.
- Полифлорная. Собирается с множества дикорастущих растений, как правило, с 2—5 растений в день.

Перговая рамка переливается множеством цветов. Извлечённая перговая гранула также неоднородна — она состоит из нескольких слоёв различной пыльцы. Однако чётко различить пергу по цвету можно только летом. С течением времени перга зреет и к осени становится почти одинаковой.
Вкус — приятный букет кислого, сладкого и горького. В зависимости от местности может смещаться в ту или иную сторону, но никогда не будет приторным.
Таким образом, различные виды перги могут значительно отличаться друг от друга. Таёжная перга отличается от перги с подсолнуха не меньше, а даже больше, чем таёжный мёд от подсолнечного.

## Применение
Отмечены случаи серьёзных аллергических реакций на пергу, преимущественно среди людей с аллергией на пыльцу.
Описан ряд биологических свойств перги: анаболическое, антиатеросклеротическое, антиоксидантное, регенерирующее, антимикробное, иммуностимулирующее и другие.
Перга обладает более выраженными, чем пыльца, антитоксическими свойствами. Она способствует повышению содержания в крови эритроцитов, ретикулоцитов и гемоглобина, обеспечивает нормализацию количества лейкоцитов и лейкоцитарной формулы. Перга действует эффективнее и быстрее, чем пчелиная обножка.
Перга, которая принимается в виде биологически активной добавки, содержит большое количество антиоксидантов — флавоноиды, каротиноиды, кверцетин, кемпферол и глутатион. Они помогают нейтрализовать свободные радикалы, уменьшить воспаление, бороться с инфекциями и остановить рост опухолей. Кроме того, добавки с пергой могут помочь снизить уровень «плохого» холестерина в крови и улучшить зрение.
Лечебные свойства перги применяются в терапии заболеваний апитерапевтами, то есть специалистами, имеющими медицинское образование.
Употребление перги, как и иных пчелопродуктов, не вызывает привыкания.
За рубежом источники не разделяют пыльцу-обножку и пергу, обозначая их единым словом pollen.